# 가르비녜 무구루사

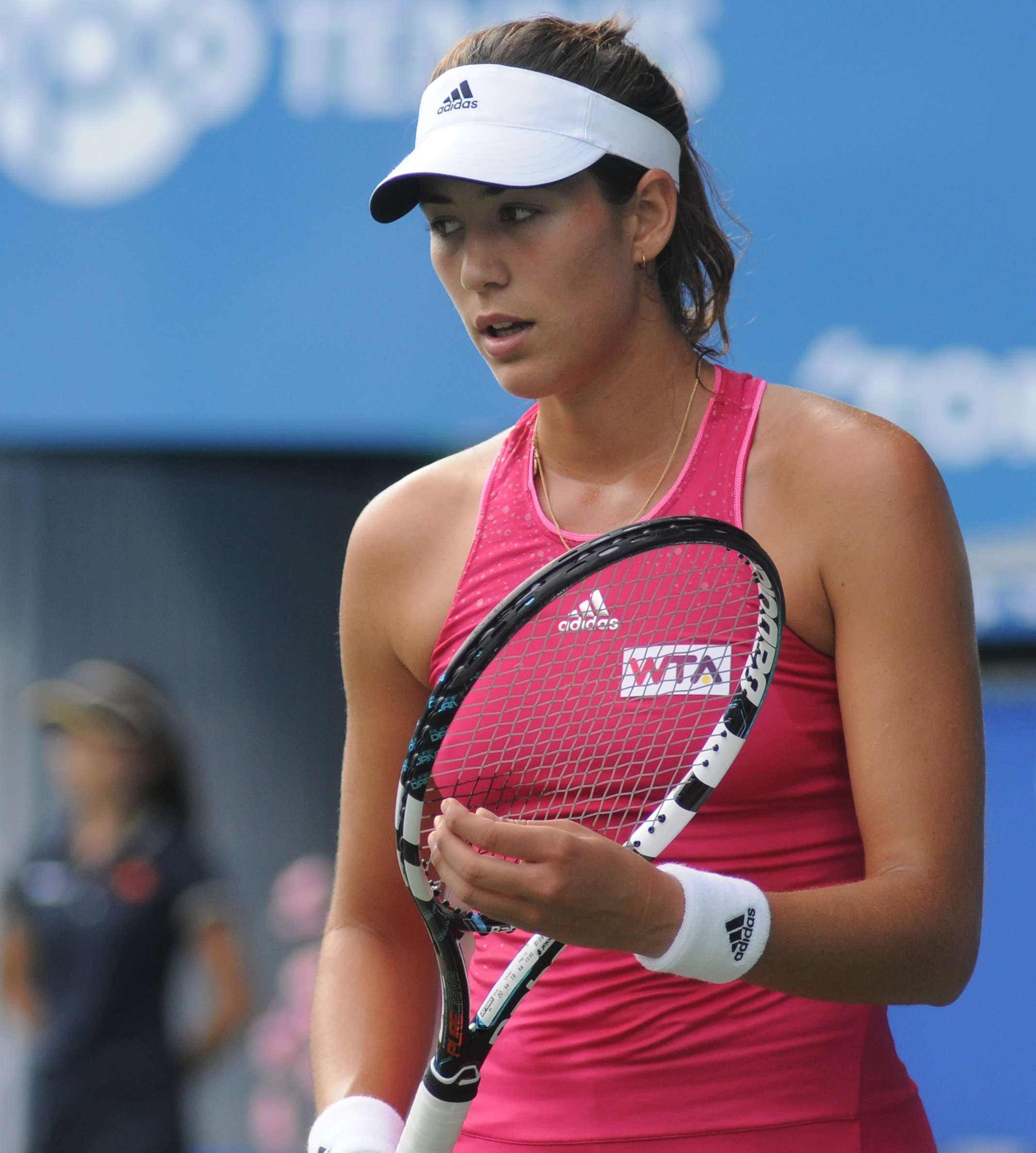
가르비녜 무구루사. 2014년.

가르비녜 무구루사(스페인어: Garbiñe Muguruza Blanco, 1993년 10월 8일~)는 스페인의 테니스 선수이다. 베네수엘라 카라카스에서 바스크계 스페인인인 아버지와 베네수엘라인 어머니 사이에서 태어났다. 3살에 테니스를 시작하였고, 1999년 6살 때 전 가족이 스페인으로 이주했다.
2016년 프랑스 오픈 여자 단식에서 메이저 대회 첫 우승을 하였고,
2017년 윔블던 선수권 대회 여자 단식에서 비너스 윌리엄스를 꺾고 우승하였다.

## 경력

### 메이저 대회

#### 단식
우승 2회, 준우승 2회.
| 결과 | 결과   | 연도 | 토너먼트            | 코트 | 코트 | 상대            | 경기 기록     |
| ---- | ------ | ---- | ------------------- | ---- | ---- | --------------- | ------------- |
|      | 준우승 | 2015 | 윔블던 선수권 대회  |      | 잔디 | 세레나 윌리엄스 | 4–6, 4–6      |
| 우승 |        | 2016 | 프랑스 오픈         |      | 흙   | 세레나 윌리엄스 | 7–5, 6–4      |
| 우승 |        | 2017 | 윔블던 선수권 대회  |      | 잔디 | 비너스 윌리엄스 | 7–5, 6–0      |
|      | 준우승 | 2020 | 오스트레일리아 오픈 |      | 하드 | 소피아 케닌     | 6–4, 2–6, 2–6 |

## 같이 보기
- 프랑스 오픈
- 윔블던 선수권 대회